# Missouri (Volk)

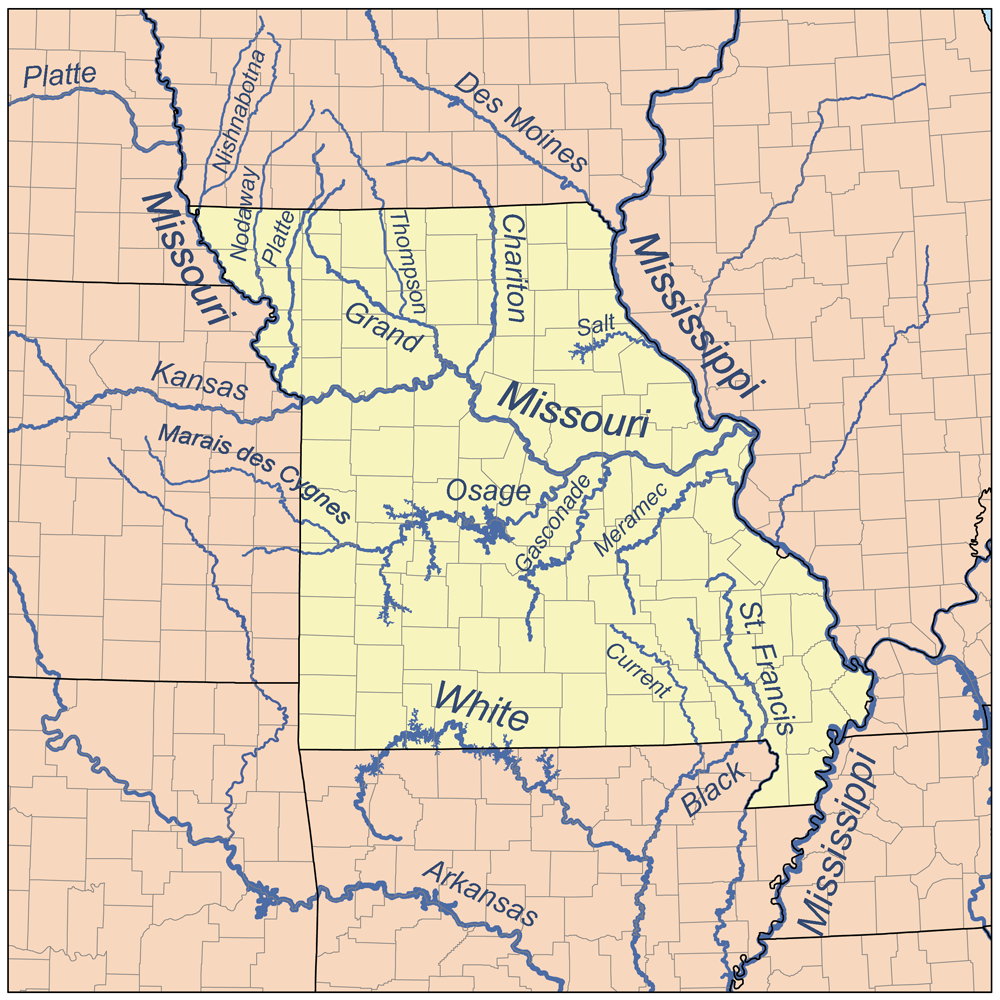
Historische Heimat der Missouri-Indianer

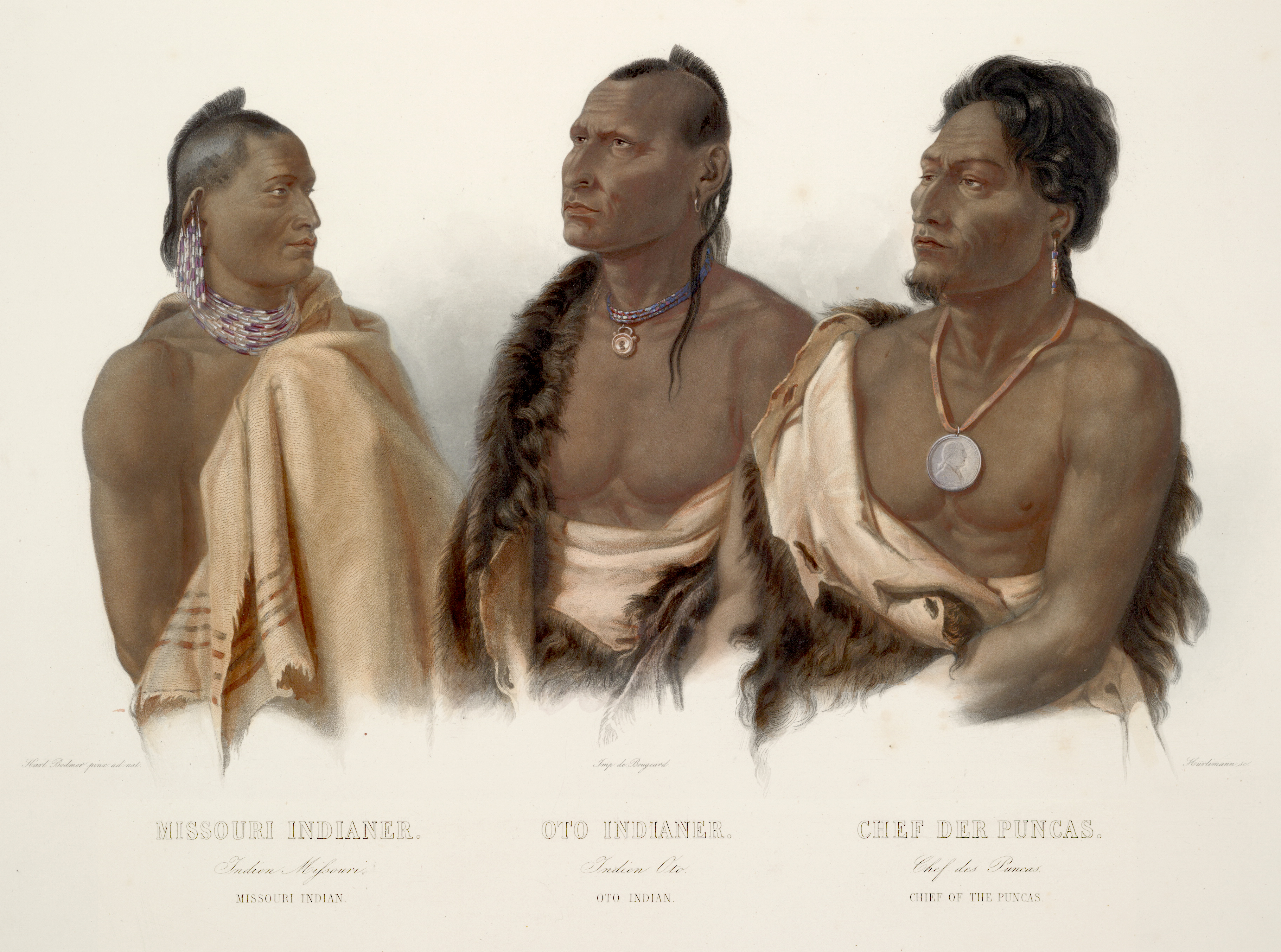
Missouri-Indianer, Malerei von Karl Bodmer

Die Missouri (Missouria) oder Niúachi (Selbstbezeichnung) sind ein nordamerikanisches Indianervolk aus dem Chiwere-Zweig der Sioux-Sprachfamilie. Wie die Iowa sind die Missouri während der Wanderschaft von den Großen Seen in den Südwesten, aus dem Volk der Oto hervorgegangen. Vor der Vertreibung in die Reservationen lebte der Stamm an der Mündung des Missouri River sowie des Grand River (Missouri) und im Saline County (Missouri). Heute wohnen die Missouri vor allem in Oklahoma.

## Name
Die Missouri wurden von ihren Nachbarn, dem Volk der Illinois, wi-mihs-oor-i-t-a genannt, was „die mit den Holz-Kanus“ bedeutet. Dies verweist darauf, dass die Missouri Einbäume verwendeten und keine mit Rinden oder Fellen bespannten Kanus. Von den Osage wurden sie Waçux¢a genannt und von den Quapaw Wa-ju'-xd¢ǎ. In ihrer eigenen Sprache nennen sie sich Niúachi, was Volk von der Flussmündung bedeutet.
Der Bundesstaat Missouri und der Missouri River sind nach dem Volk der Missouri benannt.

## Demographie
Nach dem Ethnologen James Mooney bestand das Volk der Missouri 1702 aus 200 Familien; 1780 waren es rund 1000 Menschen; 1805 rund 300; 1829 rund 80; 1910 waren es 13; danach wurde die Bevölkerung nur noch zusammen mit den Oto erfasst.

## Heute
Heute gehören die Missouri zum staatlich anerkannten Indianervolk der Oto-Missouri (Otoe-Missouria Tribe of Indians), beheimatet in Red Rock (Oklahoma).